# Germund Carl Cederhielm
Germund Carl Cederhielm, född 9 maj 1717 på Sörby, Örtomta socken , död där 30 oktober 1789, var en svensk riksdagsledamot, landshövding, kammarherre och hovrättspresident. Han var sonson till Germund Cederhielm den yngre, son till Erik Germund Cederhielm  och far till Germund Ludvig Cederhielm.

## Biografi
Cederhielm blev student vid Uppsala universitet 1730 och student vid Lunds universitet 1734. År 1733 blev Cederhielm auskultant i Göta hovrätt och biträdde sin far vid förvaltningen av Öster- och Västerrekarne, Daga, Åkers och Selebo häraders domsaga 1735 och 1736.  År 1737 blev han auskultant vid Svea hovrätt. Cederhielm bevistade riksdagarna 1738–1778 med undantag av riksdagen 1742–1743 och var därunder protokollförande i sekreta deputationen 1746–1747 och ledamot av justitiedeputationen 1751. Han var 1740–1742 vice häradshövding i faderns domsaga, blev hovjunkare 1744 och tjänstgjorde i övre och nedre borgrätten och slottsrätten 1744–1745. Cederhielm erhöll kunglig rekommendation till häradshövdingeförslag 1745 och utsågs 1747 till häradshövding i Norra och Södre Tjusts domsaga, blev kammarherre 1748, assessor i Göta hovrätt 1754, var vice lagman i Kalmar län 1755 och 1756 och blev hovrättsråd i Göta hovrätt 1757 samt lagman i Kalmar läns och Ölands lagsaga 1761. Cederhielm uppfördes på riksrådsförslag 1772 och erhöll 1779 landshövdings namn, heder och värdighet. Han blev president i Åbo hovrätt 1780 och erhöll avsked 1788.
Cederhielm innehade som fideikommiss Bjärka-Säby slott samt ägde hus i Linköping samt Sörby, Cedersberg och Säbylund men sålde dock Säbylund 1768. Han blev riddare av Nordstjärneorden 1781 och ledamot av Patriotiska sällskapet 1785.